# Вечорко, Александр Николаевич
Александр Николаевич Вечорко (бел. Аляксандр Нікалаявіч Вячорка, 26 февраля 1974, д. Городная, Столинский район, Брестская область, Белорусская ССР, СССР) — белорусский государственный и политический деятель. Депутат Палаты представителей Национального собрания Республики Беларусь VIII созыва.

## Биография
Александр Вечорко родился в деревне Городная 26 февраля 1974 года.
Завершил обучение и получил диплом о высшем образовании окончив обучение в Белорусском государственном университете по специальности «Преподаватель. Математик»;   Академию управления при Президенте Республики Беларусь по специальности «Государственное и местное управление».
Работал в ГУО «Средняя школа № 2 р. п. Речица» учителем информатики, директором. Позже был назначен начальником по образованию в Столинском районе.
Являлся депутатом Столинского районного Совета депутатов 27-го и 28-го созывов. С 1 февраля 2023 года по 19 апреля 2024 был управляющим делами Столинского районного исполнительного комитета.
25 февраля 2024 года одержал победу на выборах в Палату представителей Национального собрания Республики Беларусь от Столинского избирательного округа № 16. С 22 марта 2024 года является Депутатом Палаты представителей Национального собрания Республики Беларусь VIII созыва; заместитель председателя Постоянной комиссии по жилищной политике, торговле и строительству